# 朽木綱方
朽木 綱方（くつき つなかた）は、丹波国福知山藩10代藩主。福知山藩朽木家11代。

## 略歴
天明6年（1786年）12月26日、8代藩主朽木昌綱の次男として生まれる。寛政10年（1798年）8月20日、9代藩主朽木倫綱の養子となる。享和3年（1803年）閏1月12日、倫綱の死去により家督を継ぐ。しかし若年により、しばらくは縁戚（5代藩主玄綱の八男）である松平乗保の後見を受けた。同年9月15日、11代将軍徳川家斉に拝謁する。文化元年（1804年）12月16日、従五位下・土佐守に叙任する。文化7年（1810年）2月2日、大坂加番を命じられる。文化14年（1817年）2月2日、また大坂加番を命じられる。
綱方の治世は文化4年（1807年）に大火が起こるなど、相次ぐ災害で藩財政が悪化していった。このような多難な中で政務への関心を失った綱方は、文政3年（1820年）6月6日に家督を養子（倫綱の実子）の綱条に譲って隠居し、以後はその後見を務めた。
天保9年（1838年）2月27日に死去した。享年53。

## 系譜
- 父：朽木昌綱（1750年 - 1802年）
- 母：不詳
- 養父：朽木倫綱（1767年 - 1803年）
- 正室：松平資承の娘
- 生母不明の子女
  - 女子：健 - 朽木綱張正室
  - 次男：朽木綱紀（1808年 - 1825年） - 朽木綱条の養子
- 養子
  - 男子：朽木綱条（1801年 - 1836年） - 朽木倫綱の子